# My Secret Terrius
My Secret Terrius (hangeul : 내 뒤에 테리우스 ; RR : Nae Dwie Teriwooseu, littéralement « Terius derrière moi ») est une série télévisée de thriller romantique sud-coréenne en 32 épisodes de 30 minutes, créée par Kang Dae-sun et diffusée entre le 27 septembre 2018 et 15 novembre 2018 sur le réseau MBC TV,.
Elle est également diffusée dans le monde depuis le 1er février 2020 sur la plate-forme Netflix.

## Distribution
Sauf indication contraire ou complémentaire, les informations mentionnées dans cette section peuvent être confirmées par la base de données 

### Acteurs principaux
- So Ji-sub : Kim Bon / Von Kim (Terrius)
- Jung In-sun : Go Ae-rin / Irene Go (Alice)
- Son Ho-jun : Jin Young-tae / Louie Jin / Adonis Hwang
- Im Se-mi : Yoo Ji-yeon /Rhian Yoo

### Acteurs secondaires

#### Agents de NIS
- Um Hyo-sup : Shim Woo-cheol / Oscar Shim
- Seo Yi-sook : Kwon Yeong-sil / Gina Kwon
- Kim Sung-joo : Ra Do-woo / Drexter Ra

#### Agents de KIS
- Kim Yeo-jin : Shim Eun-ha
- Jung Si-ah : Bong Sun-mi
- Kang Ki-young : Kim Sang-ryeol

### Autres
- Yang Dong-geun : Cha Jung-il
- Kim Gun-woo : Cha Jun-soo
- Ok Ye-rin : Cha Joon-hee
- Hwang Ji-ah : Jo Seo-hyun
- Lee Joo-won : Jo Seung-hyun
- Kim Dan-woo : Han Yoo-ra
- Oh Han-kyul : Kim Seung-gi
- Cho Tae-kwan : K
- Lee Hyun-geol : Park Soo-il
- Kim Byeong-ok : Yoon Choon-sang
- Park Soon-cheon : Lee Ji-sook
- Mirosław Zbrojewicz : un espion

### Apparitions exceptionnelles
- Kim Myung-soo : Moon Sung-soo
- Nam Gyu-ri : Choi Eun-kyung
- Yoon Sang-hyun : Yoo Ji-sub

## Production

### Fiche technique
- Titre original : 내 뒤에 테리우스
- Titre international : My Secret Terrius
- Création : Kang Dae-sun
- Réalisation : Park Sang-hun
- Scénario : Oh Ji-young
- Production : Namkoong Sung-woo

Production déléguée : Kang Dae-sun et Yoo Byung-sul
- Sociétés de production : MBC et Mong-jak-so Co., Ltd[1].
- Sociétés de distribution : MBC (Corée du Sud) ; Netflix (monde)
- Pays d’origine :  Corée du Sud
- Langue originale : coréen
- Format : couleur - Dolby Digital - HD 1080i
- Genres : thriller romantique, espionnage
- Saison : 1
- Épisodes : 32 (Corée du Sud) ; 16 (Netflix)
- Durée : 30 minutes (Corée du Sud) ; 60 minutes (Netflix)
- Dates de diffusion :
  - Corée du Sud : 27 septembre 2018 sur MBC TV
  - Monde : 1er février 2020 sur Netflix